# Hordorf (Cremlingen)
Hordorf ist eine Ortschaft in der Gemeinde Cremlingen im niedersächsischen Landkreis Wolfenbüttel.

## Geographie
Hordorf ist die am nördlichsten gelegene Ortschaft der Gemeinde Cremlingen. An die Gemarkung Hordorf grenzen im Süden Schandelah und Weddel, im Westen Schapen und Dibbesdorf, im Norden Essehof und der Staatsforst Lehre und im Osten der ehemalige Standort-Übungsplatz Wohld der Bundeswehr.
Die Gesamtfläche von Hordorf beträgt 5,87 km². Hordorf hat 1.071 Einwohner (31. Dezember 2017) und somit eine Bevölkerungsdichte von 182 Einwohnern pro km².

## Geschichte
Hordorf wurde 1299 erstmals in einer Stiftungsurkunde von Bruno von Brunsrode als Hordorpe urkundlich erwähnt. Aufgrund der Endung -dorf kann von einer Gründung zwischen 500 und 800 n. Chr. ausgegangen werden. Neben der Schreibweise Hordorpe findet sich auch Hordorp (1334), Hoddope (1374), Hordorpf (1575) und Hortorf (1654).
Der Name Hordorf leitet sich vom althochdeutschen Wort hora für Sumpf ab. Früher gab es in der Gegend von Hordorf viele Teiche und Feuchtgebiete.
Am 1. März 1974 wurde Hordorf in die Gemeinde Cremlingen eingegliedert.

## Politik

### Ortsrat
Der Ortsrat, der Hordorf vertritt, setzt sich aus neun Mitgliedern zusammen. Die Ratsmitglieder werden durch eine Kommunalwahl für jeweils fünf Jahre gewählt. 

Bei der Kommunalwahl 2021 ergab sich folgende Sitzverteilung:
| Ortsrat 2021Insgesamt 9 Sitze - SPD: 5 - Grüne: 1 - CDU: 3 |

### Ortsbürgermeister
Ortsbürgermeister ist Reinhold Briel (Stand 2021).

### Wappen
| | Blasonierung: „In Gold ein blauer Schildfuß darin ein goldener Pflug; drei beblätterte blaue Rohrkolben balkenweise.“ |
| Wappenbegründung: Im Ortsnamen Hordorf steckt das alte Wort „hora“, das Sumpf bedeutet. In der Tat bestimmen Feuchtgebiete und Teiche noch heute das Landschaftsbild. Worauf die Rohrkolben im Wappen hinweisen sollen. Der Schwenkpflug bekräftigt, dass der Ort seit altersher ein typisches Bauerndorf ist, in dem die Landwirtschaft auch heute noch eine Rolle spielt. Die Farben Blau-Gold sind die braunschweigischen Landes- und Landkreisfarben, weil Hordorf vor der Gebietsreform eine Gemeinde im Landkreis Braunschweig war. Das Wappen wurde von Wilhelm Krieg gestaltet und am 7. Dezember 1983 durch den Ortsrat angenommen. | |